# Цукакаб (муниципалитет)
Цукакаб (исп. Tzucacab) — муниципалитет в Мексике, штат Юкатан, с административным центром в одноимённом посёлке. Численность населения, по данным переписи 2010 года, составила 14 011 человек.

## Общие сведения
Название Tzucacab c майянского языка можно перевести как: часть малого народа.
Площадь муниципалитета равна 766 км², что составляет 1,92 % от площади штата, а наивысшая точка — 89 метров над уровнем моря, расположена в поселении Сан-Сальвадор-Писте-Акаль.
Он граничит с другими муниципалитетами Юкатана: на севере с Тишмеуаком и Чаксинкином, на востоке с Пето, и на западе с Текашем, а на юге граничит с другим штатом Мексики — Кинтана-Роо.

## Учреждение и состав
Муниципалитет был образован в 1918 году, в его состав входит 41 населённый пункт, самые крупные из которых:
| Код INEGI                  | Населённый пункт                                                                 | Численность населения (2005 год) | Численность населения (2010 год) |
| -------------------------- | -------------------------------------------------------------------------------- | -------------------------------- | -------------------------------- |
| 098                        | Всего                                                                            | 13564                            | 14011                            |
| 0001                       | Цукакаб (исп. Tzucacab) 20°04′15″ с. ш. 89°03′02″ з. д. (административный центр) | 9544                             | 9967                             |
| 0005                       | Катмис (исп. Catmís) 19°57′25″ с. ш. 88°56′58″ з. д.                             | 949                              | 933                              |
| 0012                       | Экбалам (исп. Ek-Balam) 20°07′18″ с. ш. 89°03′51″ з. д.                          | 510                              | 569                              |
| 0011                       | Ци (исп. Dzí) 20°05′25″ с. ш. 89°02′46″ з. д.                                    | 518                              | 491                              |
| 0022                       | Нох-Бек (исп. Noh-Bec) 19°52′13″ с. ш. 89°02′33″ з. д.                           | 352                              | 362                              |
| 0008                       | Корраль (исп. Corral) 19°48′42″ с. ш. 89°00′16″ з. д.                            | 314                              | 336                              |
| 0006                       | Кашайтук (исп. Caxaytuk) 20°05′40″ с. ш. 89°07′48″ з. д.                         | 342                              | 335                              |
| 0028                       | Сакбекан (исп. Sacbecán) 19°54′46″ с. ш. 89°02′17″ з. д.                         | 230                              | 236                              |
| —                          | Прочие                                                                           | 805                              | 782                              |
| Названия на карте Генштаба |                                                                                  |                                  |                                  |

## Экономика
По статистическим данным 2000 года, работоспособное население занято по секторам экономики в следующих пропорциях:
- сельское хозяйство и скотоводство — 50,7 %;
- производство и строительство — 18,3 %;
- торговля, сферы услуг и туризма — 30,3 %;
- безработные — 0,7 %.

## Инфраструктура
По статистическим данным 2010 года, инфраструктура развита следующим образом:
- протяжённость дорог: 284,1 км;
- электрификация: 96 %;
- водоснабжение: 98,3 %;
- водоотведение: 70,4 %.

## Достопримечательности
В муниципалитете можно посетить различные достопримечательности:
- Архитектурные: церковь Святого Франсиска Хавьера, построенная в колониальный период.
- Археологические: древний город цивилизации майя — Эк-Балам.